# Super Star (專輯)
《Super Star》是台灣女子組合S.H.E的第四張錄音室專輯、第五張專輯，於2003年8月22日推出。

## 簡介
《Super Star》專輯，為2003年8月S.H.E以《美麗新世界》專輯獲得《第14屆金曲獎》最佳重唱組合獎之後，於同月發行之首份音樂作品，也是脫離「半熟卵」時期後的首個作品，當時令大眾及傳媒具有極大的期待，並且此張專輯中的歌曲相較於之前專輯中的歌曲更具有深度。
首波專輯同名主打歌《Super Star》是由德國Sweetbox與製作人Geo（前王牌合唱團製作人）特地為S.H.E量聲打造製作的歌曲，Sweetbox與其製作人Geo在聽過之前S.H.E曾翻唱過SweetBox的多首歌曲，例如：S.H.E演唱的《Remember》等歌曲，以及耳聞S.H.E在亞洲走紅的程度之後，使Sweetbox主動表示合作之意，因而使這首單曲成為台灣與德國首度的跨國合作，並創下了華語流行音樂與德國樂壇合作的先例，也開擴了華語流行音樂的視野與版圖。此外，首波主打歌《Super Star》一曲是首搖滾曲風的歌曲，亦是S.H.E自出道以來首次嘗試搖滾風格之作品，並將此搖滾曲風的歌曲加入東方元素，並搭配上二胡等中國古典樂器（歌曲的開頭即是二胡）。S.H.E多次在訪問中肯定《Super Star》為她們進軍並站穩華人和亞洲市場之重要里程碑，這首歌幾乎是2003年華語樂壇代表作之一，亦是S.H.E最具有代表性的一首歌。其後因為《Super Star》在國際間取得成功，令SweetBox於2004年再重新翻唱此首歌，英文版名為「Chyna Girl」，後收錄於《Adagio》專輯和《最爱S.H.E冬日音乐纪念册》合輯。
《Super Star》專輯除了與Geo跨海製作主打歌之外，也再度與曾經在第2張專輯《青春株式會社》中幫S.H.E寫過「熱帶雨林」的周杰倫與方文山合作，兩人再次聯手為S.H.E量聲訂作了一首抒情的「河濱公園」；而首度為S.H.E寫歌的陶喆，也寫出了一首非常有節奏感的「落大雨」，而這首歌還有個特別之處是整首歌曲只有「落大雨」三個字是用閩南語發音，其它則是國語加英語，是首華語樂壇少有的車庫音樂2-step舞曲曲風。
S.H.E成員之一的Ella，在發行此張專輯前一個月，於自己主持的一個電視節目中的外景出意外使背部受傷，因而不能參與拍攝此專輯裡的MV，所以MV拍攝多以Selina、Hebe為主，只有同名主打歌「Super Star」是她受傷前真正上場拍攝的，其他MV的Ella部分都是後來獨立拍攝再後製剪接上去的，或是使用替身代替Ella拍攝其背影來完成MV的拍攝。
此張專輯也附有Bonus VCD。2003年10月13日發行《Super Star》影音館（VCD/DVD）。此張專輯主打歌《Super Star》與歌曲《河濱公園》也分別入選2003年度Hit Fm年度百首單曲的第5位和第87位。專輯《Super Star》於臺灣銷售量大破30萬張，位居2003年台灣專輯年度銷售量排行榜第三名。

## 唱片版本
※ 以下發行版本皆以當地（台灣）為準。
- 專輯發行前預購時為精裝版，而正式推出後即為平裝版，而預購會附贈預購贈品，正式發行後則無贈品，而預購贈品為Super Star紀念掛報。

| 類型   | 發行日期      | 版本           |
| ------ | ------------- | -------------- |
| CD+VCD | 2003年8月22日 | 精裝版／平裝版 |

## 完整曲目
| 曲序     | 曲目                                       |               | 作曲                                     | 编曲                      | 製作人   | 备注                                                                                        | 时长  |
| -------- | ------------------------------------------ | ------------- | ---------------------------------------- | ------------------------- | -------- | ------------------------------------------------------------------------------------------- | ----- |
| 1.       | Super Star                                 | 施人誠        | Jade&Geoman From Sweetbox                | Jade&Geoman From Sweetbox | GEO      | 首波主打歌 美國兒童電視劇《巴尼與朋友》第八季台灣中文主題曲                                 | 3:14  |
| 2.       | 遠方 （Far Away）                          | 施人誠        | Andrew Fromm/Calum Maccoll/Howie Dorough | 洪敬堯                    | 黃怡     | 第二波主打 改編自新好男孩的《How Did I Fall In Love With You》                              | 4:07  |
| 3.       | 北歐神話 （The Legend of Northern Europe） | 方文山        | 左安安                                   | 洪敬堯                    | 袁惟仁   | 第九波主打                                                                                  | 5:11  |
| 4.       | 半糖主義 （Half Sugarism）                 | 徐世珍        | U.Robbinn/K.Savigar                      | 王治平                    | 王治平   | 第六波主打 改編自美國女子團體I5和瑞典女子團體Play的《灰姑娘》                               | 3:36  |
| 5.       | 河濱公園 （Riverside Park）                | 方文山        | 周杰倫                                   | 鍾興民                    | 鍾興民   | 第四波主打 美國兒童電視劇《巴尼與朋友》第八季台灣中文插曲                                   | 3:52  |
| 6.       | I.O.I.O                                    | 韓吉          | Gibb M./Gibb B.A                         | 呂紹淳                    | 袁惟仁   | 第三波主打 改編自Bee Gees：《I.O.I.O》                                                      | 2:57  |
| 7.       | 長相思 （Always Missing）                  | 施人誠        | 左安安                                   | 洪敬堯                    | 袁惟仁   | 第八波主打 Rap詞：摘自李清照的「聲聲慢」 Rap：J.Wu 入選為中小學生「韻文讀本」國語文補充教材 | 4:23  |
| 8.       | 落大雨 （Rainy Day）                       | 顏璽軒/施人誠 | 陶喆                                     | 王治平                    | 王治平   | 第五波主打                                                                                  | 4:11  |
| 9.       | 夏天的微笑 （The Smile of Summer）         | 姚若龍        | 黃漢青                                   | 鍾興民                    | 黃怡     | 第七波主打                                                                                  | 4:46  |
| 10.      | 你太誠實 （You Are Too Honest）            | 徐世珍        | 深白色(Arys Chien)                       | 洪敬堯                    | 黃怡     | 第十波主打 美國兒童電視劇《巴尼與朋友》第八季台灣中文片尾曲                                 | 4:08  |
| 总时长： | 总时长：                                   | 总时长：      | 总时长：                                 | 总时长：                  | 总时长： | 总时长：                                                                                    | 40:25 |

## BONUS VCD
| BONUS VCD | BONUS VCD            | BONUS VCD |
| 曲序      | 曲目                 | 时长      |
| --------- | -------------------- | --------- |
| 1.        | SUPER STAR音樂錄影帶 | 3:14      |
| 2.        | 廣告全紀錄           | 3:41      |
| 3.        | 上山下海日誌         | 54:44     |

## Super Star影音館
- 2003年10月13日 發行（VCD／DVD）

- VCD/DVD：

1. Super Star
2. 遠方
3. 北歐神話
4. 半糖主義
5. 河濱公園
6. I.O.I.O
7. 長相思
8. 落大雨
9. 夏天的微笑
10. 你太誠實
11. 花都開好了
12. SUPER STAR養成訓練
13. SUPER STAR + 遠方 + I.O.I.O + 落大雨 MV花絮
14. S.H.E 金曲獎得獎感言

- DVD Bonus:

1. Ella病房日記 & 給歌迷的話
2. S.H.E YAMAHA機車 & 3+2餅乾廣告花絮精華

## 主打歌翻唱
- 專輯首波主打歌《Super Star》除了被翻唱成英文版之外，也被其它國家的歌手翻唱成其它語言的版本：
  - 2005年，韓國女歌手ASH翻唱成韓文版《Super Star》，歌名也稱為《Super Star》，收錄於《I'm Your Woman》專輯[4]。
  - 2006年，加拿大女歌手Skye Sweetnam翻唱成其他版本的英文版《Super Star》，歌名也稱為《Super Star》，收錄於《鬧翻地下室(加值紀念盤)（英语：Noise from the Basement）》專輯[4]。

## 獎項

### 金曲獎
| 年份 | 獎項名稱     | 提名獎項       | 提名  | 結果 |
| ---- | ------------ | -------------- | ----- | ---- |
| 2004 | 第15屆金曲獎 | 最佳重唱組合獎 | S.H.E | 提名 |

### 其他獎項
- 2003年 馬來西亞六白金唱片
- 2003年 TVB8金曲榜頒獎典禮 年度金曲獎－《Super Star》
- 2004年 HITO流行音樂獎 年度HITO華語歌曲－《Super Star》
- 2004年 MusicRadio中國TOP排行榜 港臺年度十大金曲－《Super Star》
- 2004年 新城國語力頒獎禮 新城國語力歌曲－《Super Star》
- 2004年 新加坡金曲獎 Yes933醉心龍虎榜十大金曲獎－《Super Star》

## 復刻版卡帶
2017年12月22日，推出收錄了第1張專輯至第13張專輯(包含兩張精選集)的S.H.E16週年復刻紀念全套卡帶組《小時帶 S.H.E's in style》卡帶紀念組，此張專輯為16週年復刻卡帶紀念組所收錄13張專輯中其中之一。

## 音樂錄影帶
| 歌名       | 導演           | 發佈日期       | 發佈頻道                    | 附註             |
| ---------- | -------------- | -------------- | --------------------------- | ---------------- |
| Super Star | 賴偉康         | 2011年12月29日 | 華研國際音樂官方YouTube頻道 | 特別演出：李至正 |
| 遠方       | 馬宜中         | 2012年8月30日  | 華研國際音樂官方YouTube頻道 |                  |
| 北歐神話   | 賴偉康、比爾賈 | 2012年8月30日  | 華研國際音樂官方YouTube頻道 |                  |
| 半糖主義   |                | 2012年8月30日  | 華研國際音樂官方YouTube頻道 |                  |
| 河濱公園   | 張清峰         | 2012年8月30日  | 華研國際音樂官方YouTube頻道 | 特別演出：阮經天 |
| I.O.I.O    | 賴偉康         | 2012年8月30日  | 華研國際音樂官方YouTube頻道 |                  |
| 長相思     | 賴偉康、比爾賈 | 2012年8月30日  | 華研國際音樂官方YouTube頻道 |                  |
| 落大雨     | 馬宜中         | 2012年8月30日  | 華研國際音樂官方YouTube頻道 |                  |
| 夏天的微笑 | 賴偉康         |                |                             |                  |
| 你太誠實   |                | 2012年8月30日  | 華研國際音樂官方YouTube頻道 |                  |

## 其他作品
| 上一張专辑： Together 新歌+精選 2003年1月23日 | 第5張专辑 2003年8月22日 | 第5張专辑 2003年8月22日 | 下一張专辑： 奇幻旅程 2004年2月6日 |